# Mạc Cửu
Mo Jiu, ou Mạc Cửu en vietnamien, (chinois : 鄚玖, 1655 -1735) est un général chinois vietnamien qui a joué un rôle important entre le Cambodge et les seigneurs Nguyen.

## Biographie

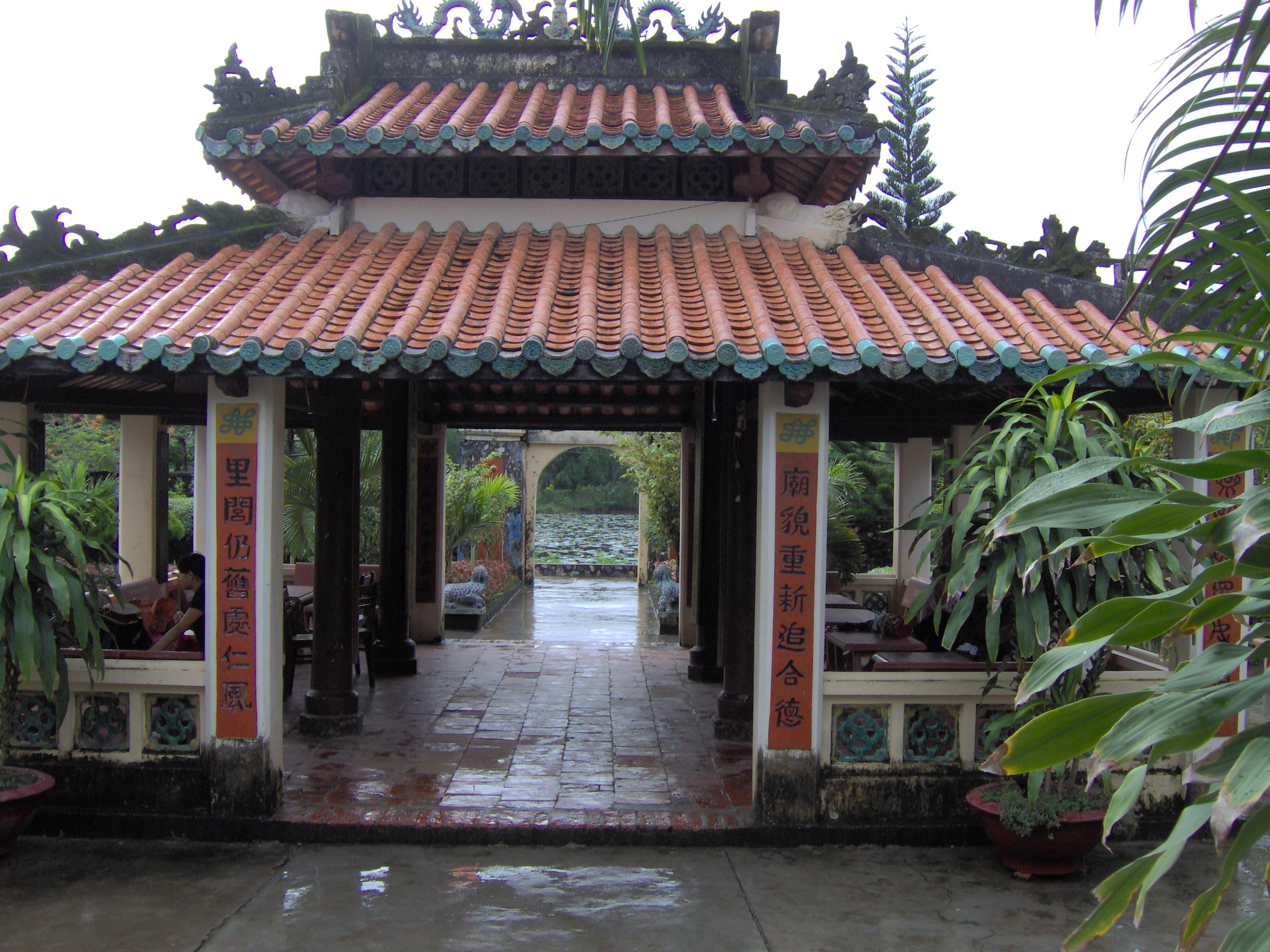
Mausolée de Mạc Cửu à Hà Tiên

Il est né à Leizhou, Guangdong. Entre 1687 et 1695, le roi du royaume local cambodgien de l'époque, vassal du roi de Cochinchine, l'aurait sollicité pour qu'il s'installe à Banteay Meas, dans le but de faire du commerce. Le pays était divisé et avait perdu sa grandeur passée. Là il s'est retrouvé, à la tête d'une petite communauté chinoise sous le titre d'Okna. Vers 1700, il établit un petit royaume indépendant à Hà Tiên appelé sous différents noms : Gangkouguo (港口國), Bendiguo, ou Hexian Zhen par les Chinois, ou Pontomeas ou Ponthiamas par les Européens. Plus tard, il s'allie aux Nguyen, envoyant une délégation à la cour en 1708 et en retour il reçoit le titre de Tong Binh de Hà Tiên.

## Le devenir de la communauté
Après sa mort, en 1735, de plus en plus de Vietnamiens envahissent la région et le pays finit par être annexé au Viêt Nam (Empire d'Annam à l'époque) au XIXe siècle.